# 청주 아동학대 암매장 사건
청주 아동학대 암매장 사건(淸州兒童虐待暗埋葬事件)은 2011년 12월부터 2016년 3월까지 대한민국의 충청북도 청주시에서 발생한 아동 학대 사망 사건으로 당시 피해자 4살난 "안승아"양이 친모에 의해 상습적인 학대로 사망하자, 시신을 야산에 암매장한 인면수심의 아동학대 사건이다.

## 사건의 발단
2011년 12월, 당시 안 양은 아동보호시설에 전전하다 4살 때 가정에 돌아온 뒤, 2011년 12월에 대소변을 가리지 못한다는 이유로 친모에 의해 욕조에 감금, 물고문과 학대를 당한 뒤 목숨을 잃었다. 이 사실을 알게 된 친모와 계부는 진천에 한 야산에 암매장하고 여러차례 아파트를 이사한 것으로 알려졌다. 이런 사실은 취학할 나이가 됐는데도 미취학한 아동이 있다는 학교 측의 연락을 받은 동주민센터 직원이 안씨 부부의 진술과 행동을 수상히 여겨 경찰에 제보하면서 드러났다. 이 사건이 알려진 뒤 5년만에 계부는 경찰에 체포되었고, 친모는 경찰수사가 시작되자 스스로 목숨을 끊었다.

## 수사 결과
경찰의 수사결과, 아직 안양의 시신을 찾지 못하였으며, 수습이 어려워지자 계부에게 심리수사와 정황증거를 토대로 구속수사를 진행하고 있다.

## 같이 보기
- 부천 초등학생 피살 사건
- 부천 초등학생 토막 살인 사건
- 부천 여중생 백골 살인 사건
- 울산 울주군 여아 학대 사망사건
- 울산 입양아동 학대 사망사건
- 평택 실종아동 살해 사건